# Roscrea
Roscrea (en irlandais : Ros Cré) est une ville du comté de Tipperary en Irlande. Son nom provient de l'Irlandais et signifie « le bois de Cré », Cré étant un prénom féminin de l'ancien temps. Historiquement, Roscrea a toujours été une ville commerçante importante. Elle est connue pour être la ville de l’intrigue du film Philomena.

## Généralités
Roscrea est une ville classée au patrimoine irlandais en raison de l'étendue des bâtiments historiques importants qui sont préservés dans la ville. Parmi les bâtiments les plus remarquables, on peut citer le château de Roscrea (en), datant du XIIIe siècle et la maison Damer sur Castle Street. Dans la ville se trouvent les vestiges de l'ancienne porte romane et de la façade de l'église Saint-Cronan. La tour ronde et la haute croix de l'ancien monastère sont également situées à proximité. Les vestiges du couvent franciscain du XVe siècle, et ceux des abbayes de Monaincha (en) et de Sean Ross (en), présentent également un intérêt. L'un des livres les plus célèbres produits par le monastère est le Livre de Dimma, datant du VIIIe siècle, actuellement exposé au Trinity College de Dublin.

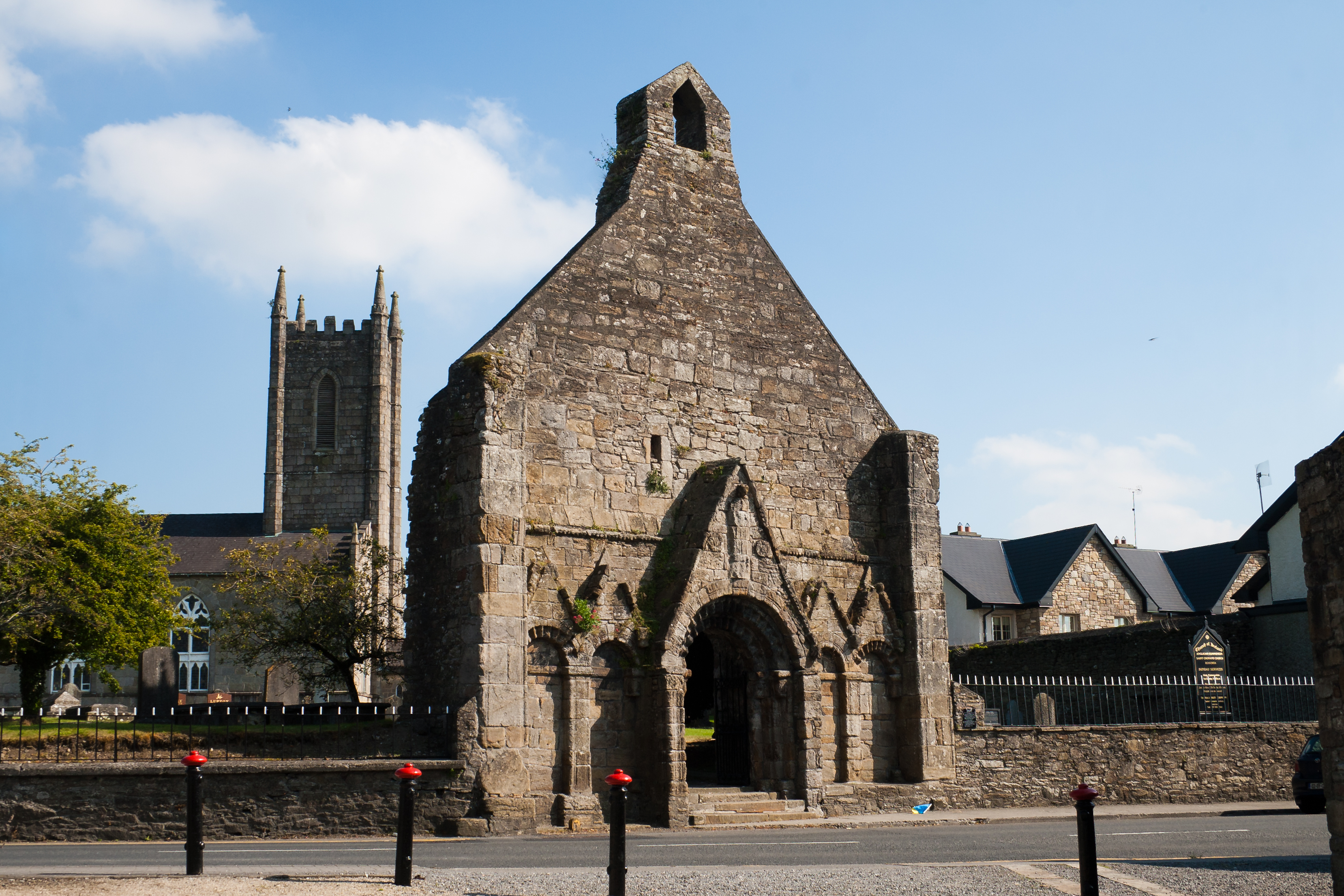
Vestige de l'église Saint-Cronan et clocher de l'actuelle paroisse anglicane.
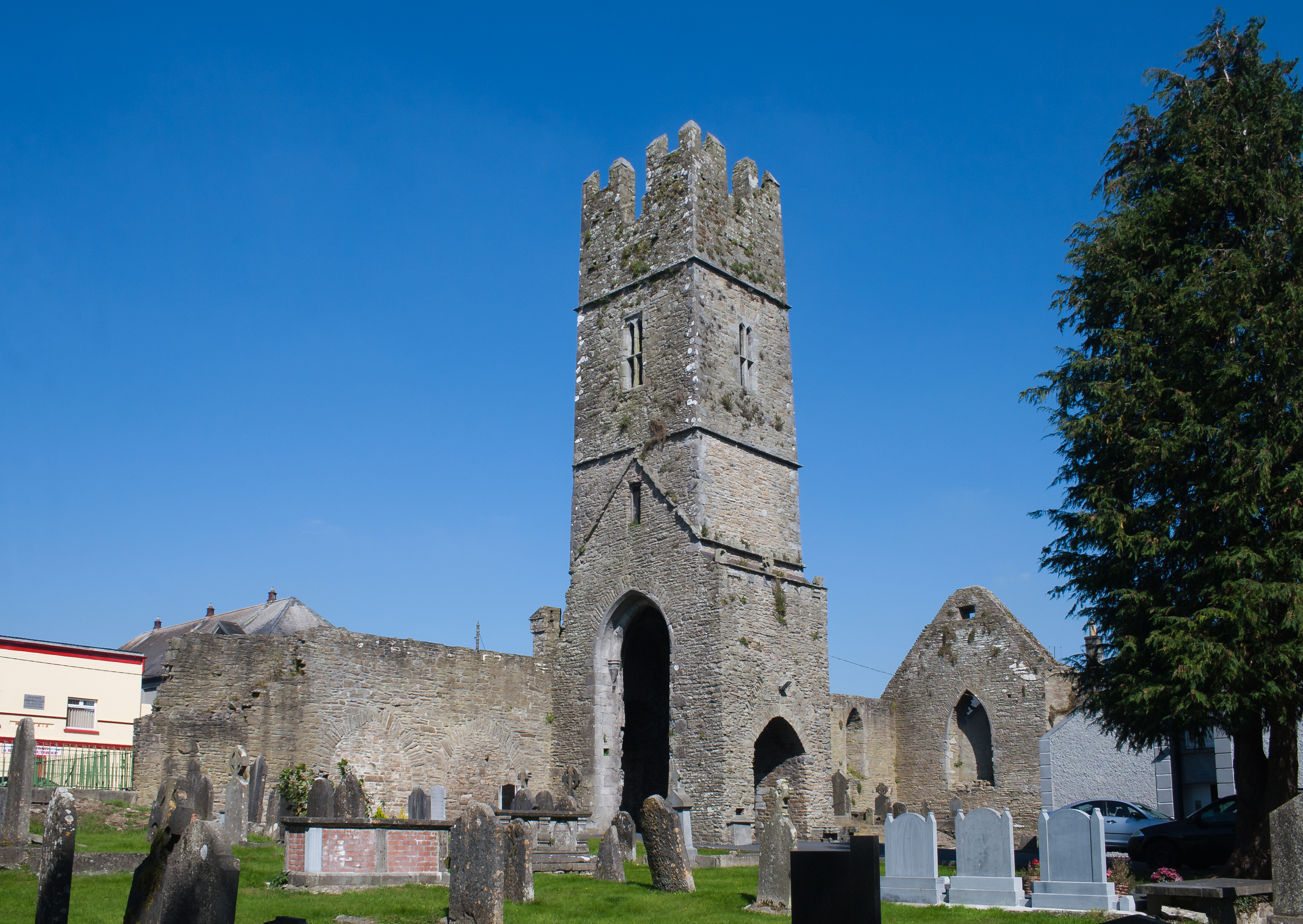
Vestiges du couvent franciscain médiéval.

## Transports
Roscrea se situe à mi-chemin entre Limerick et Dublin sur la route N7. Il faut compter moins de deux heures pour atteindre Roscrea depuis les villes de Cork, Galway, Dublin ou Limerick.
Roscrea est reliée au réseau ferroviaire irlandais, sur la ligne de Limerick à Ballybrophy (en) (où elle rejoint la ligne principale Cork-Dublin). Une ancienne ligne reliait Roscrea et Birr, dans le comté d'Offaly.

## Économie
La principale entreprise de la ville est Glanbia qui fabrique des produits alimentaires (viande) distribués partout dans le monde. La population de la ville était de 5 542 habitants en 2022.

## Les abbayes
À Roscrea se trouve l'abbaye Monaincha, mentionnée dans l'ouvrage historique Annales des quatre maîtres (The Annals Of The Four Masters), datant du Xe siècle. Au sud de la ville, une autre abbaye, Sean Ross, sert de couvent de nonnes. À cinq kilomètres de la ville se trouve un monastère cistercien, l'abbaye du Mont Saint Joseph, et son internat pour garçons, le collège cistercien de Roscrea (en). (Cistercian College, Roscrea).